# Ратленд (Іллінойс)
Ратленд (англ. Rutland) — селище (англ. village) в США, в окрузі Ла-Салл штату Іллінойс. Населення — 259 осіб (2020).

## Географія
Ратленд розташований за координатами 40°59′2″ пн. ш. 89°2′29″ зх. д. / 40.98389° пн. ш. 89.04139° зх. д. (40.983795, -89.041329).  За даними Бюро перепису населення США в 2010 році селище мало площу 1,80 км², уся площа — суходіл.

## Демографія
Згідно з переписом 2010 року, у селищі мешкало 318 осіб у 132 домогосподарствах у складі 91 родини. Густота населення становила 177 осіб/км².  Було 152 помешкання (85/км²).
Расовий склад населення:
| - 95,9 % — білих - 1,9 % — чорних або афроамериканців - 0,3 % — корінних американців - 1,9 % — осіб інших рас |

До двох чи більше рас належало 0,0 %. Частка іспаномовних становила 1,9 % від усіх жителів.
За віковим діапазоном населення розподілялося таким чином: 17,6 % — особи молодші 18 років, 68,9 % — особи у віці 18—64 років, 13,5 % — особи у віці 65 років та старші. Медіана віку мешканця становила 44,4 року. На 100 осіб жіночої статі у селищі припадало 102,5 чоловіків;  на 100 жінок у віці від 18 років та старших — 100,0 чоловіків також старших 18 років.
Середній дохід на одне домашнє господарство  становив 51 013 долари США (медіана — 40 313), а середній дохід на одну сім'ю — 64 027 доларів (медіана — 55 000). За межею бідності перебувало 7,4 % осіб, у тому числі 15,4 % дітей у віці до 18 років та 8,6 % осіб у віці 65 років та старших.
Цивільне працевлаштоване населення становило 112 особи. Основні галузі зайнятості: виробництво — 27,7 %, транспорт — 18,8 %, освіта, охорона здоров'я та соціальна допомога — 13,4 %, фінанси, страхування та нерухомість — 10,7 %.